# Лаго ди Монтазико (Болоња)
Лаго ди Монтазико (итал. Lago di Montasico) је насеље у Италији у округу Болоња, региону Емилија-Ромања.
Према процени из 2011. у насељу је живело 21 становника. Насеље се налази на надморској висини од 509 м.